# Sport en Lituanie
Le sport en Lituanie est régi par le Département physique d’Éducation et des Sports  après l'indépendance du pays de l'Union soviétique en 1990. Le gouvernement lituanien a créé le ministère pour gérer l'éducation physique dans les écoles et l'administration du sport dans le pays. 
La Lituanie a participé aux Jeux Olympiques d'hiver d'Albertville (1992) et a participé à tous les Jeux olympiques d'été et d'hiver depuis.
Il y a près de 80 fédérations olympiques et non-olympiques de sport en Lituanie, et l'Union lituanienne des fédérations sportives a été fondée en 1993 pour les unir. Une organisation, «Sport pour tous», a été créé pour promouvoir l'éducation physique et un mode de vie sain pour tous les Lituaniens.
Les sports les plus populaires en Lituanie sont la basket-ball, le football, l'athlétisme et le cyclisme. Athlètes et entraîneurs professionnels sont formés à l'Académie lituanienne d'éducation physique.

## Disciplines

### Basket-ball
Le sport numéro 1 en Lituanie est le basket-ball. Depuis son indépendance en 1990, la Lituanie est devenu une équipe de premier plan mondial. L'équipe nationale a terminé trois fois à la troisième place des Jeux Olympiques en 1992 à Barcelone, en 1996 à Atlanta et en 2000 à Sydney. 

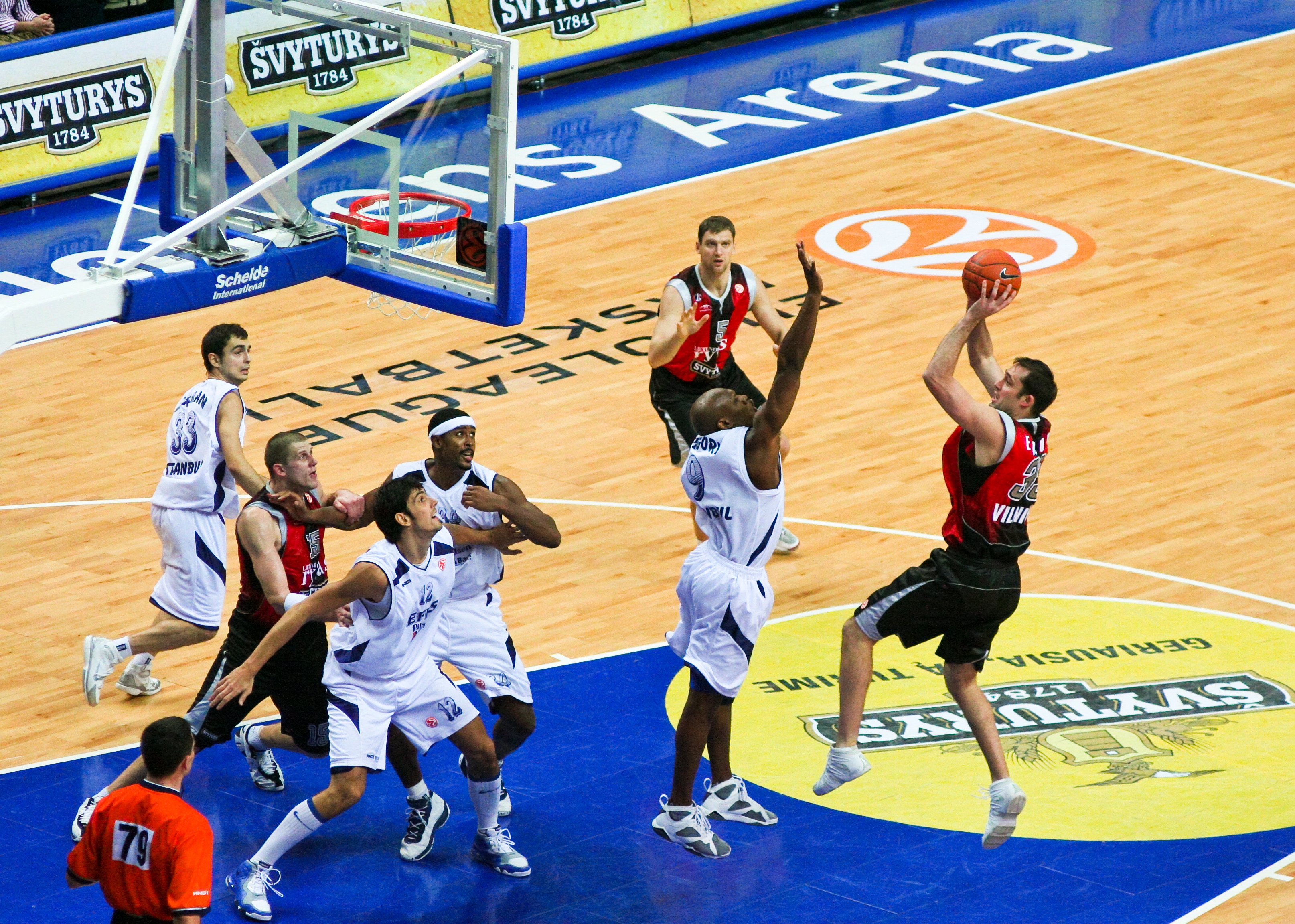
match d'Euroleague entre BC Lietuvos Rytas et Efes Pilsen

 C'est une des meilleures nations européennes (avec notamment un titre de championne d'Europe en 2003) avec l'Espagne, la France, la Serbie, la Russie et la Grèce.
Parmi les meilleurs joueurs, Saulius Štombergas, Ramūnas Šiškauskas, Artūras Karnišovas, Kšyštof et Darjuš Lavrinovič, Šarūnas Jasikevičius qui fut porte-drapeau de la délégation lituanienne à Pékin et qui a longtemps évolué en NBA.

### Football
En football, l'équipe nationale lituanienne est une équipe très rugueuse et physique dont les points forts sont son bloc défensif ainsi que son jeu aérien. Elle peut poser des problèmes à un bon nombre de bonnes équipes ; lors des qualifications pour l'Euro 2008, elle a notamment réussi un match nul en Italie et lors de ses deux confrontations avec l'équipe de France, cette dernière a dû attendre à chaque fois la fin du match pour réussir à l'emporter. 
Ses meilleurs joueurs sont Tomas Danilevicius (Bologne FC 1909) qui est le meilleur buteur en sélection de l'histoire avec 13 buts, Edgaras Jankauskas (CF Belenenses) qui est passé aussi par le FC Porto, le FC Bruges et l'OGC Nice et Andrius Velicka (Glasgow Rangers).
Il y a plus de 15 000 licenciés en Lituanie.

### Cyclisme

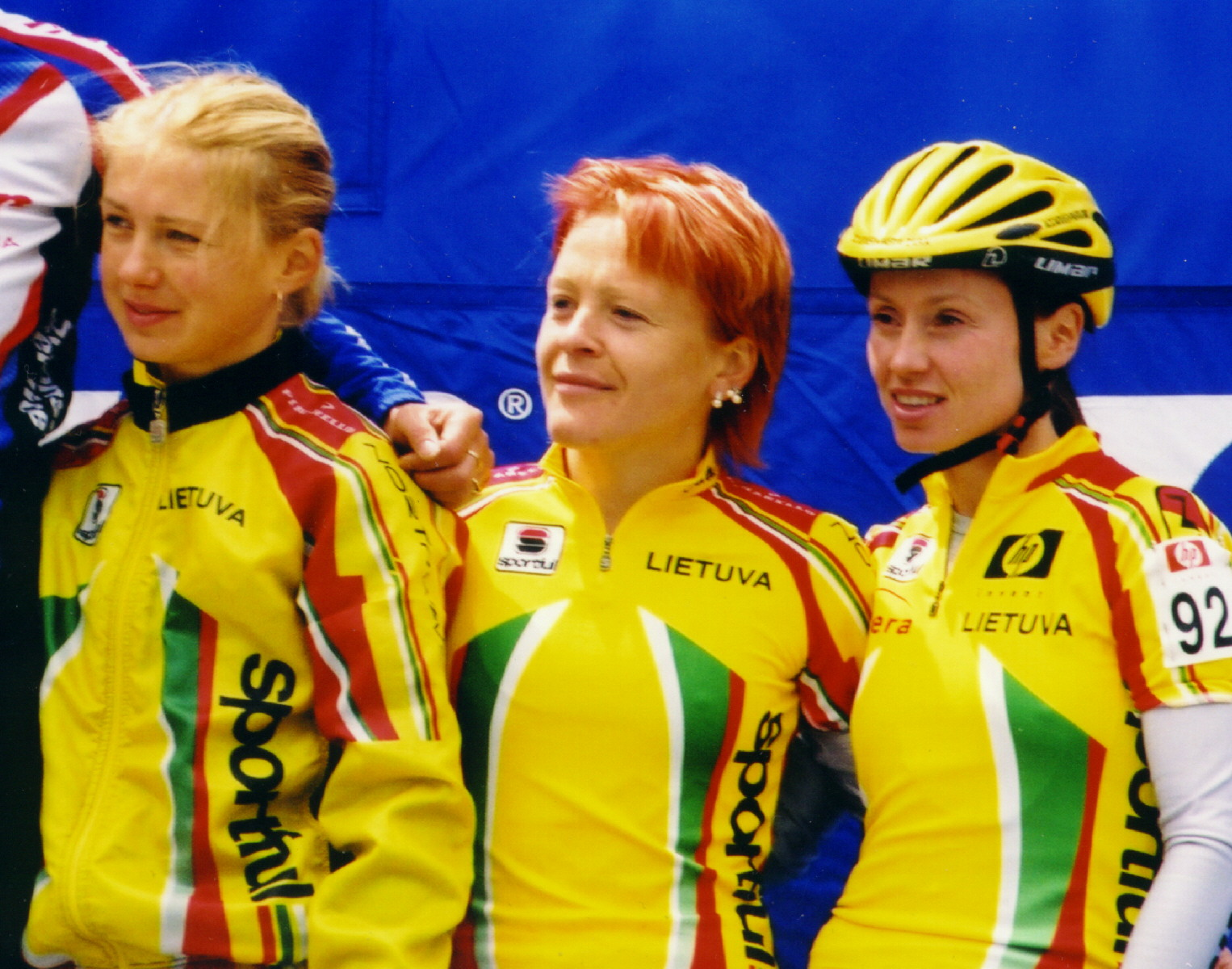
Modesta Vžesniauskaitė, Diana Žiliūtė et Jolanta Polikevičiūtė

En cyclisme, la Lituanie possédait deux coureurs de bon niveau au début des années 2000 avec le grimpeur Marius Sabaliauskas (passé par chez Lampre notamment), et surtout avec Raimondas Rumšas qui termina troisième du Tour de France 2002, mais déchu pour dopage quelques jours après l'arrivée de ce Tour et qui a depuis totalement disparu de la circulation. 
La relève fut assurée par le très bon Tomas Vaitkus qui est un bon sprinteur, un bon rouleur ainsi qu'un bon spécialiste des classiques flandriennes, il a notamment remporté une étape du Tour d'Italie en 2006 et terminé sixième du prestigieux Tour des Flandres en 2007.
Ramūnas Navardauskas porta le maillot rose de leader sur le Tour d'Italie 2012 et remporta la 19e étape du tour de France 2014, ce qui fait de lui le premier Lituanien à remporter une étape du Tour de France.
L'équipe de cyclisme sur piste féminine de Lituanie remporte régulièrement des médailles aux championnats du monde et d'Europe. Au cours des dernières années, le cycliste de la piste la plus couronnée de succès a été Simona Krupeckaite.
Il existe un programme cycliste pour les jeunes filles en Lituanie, dont l'événement fort de l'année est une course internationale annuelle à Panevėžys. Un certain nombre de jeunes coureuses lituaniennes ont émergé de ce programme (notamment Modesta Vžesniauskaitė, l'une des meilleurs cycliste du monde).

### Hockey sur glace
En hockey sur glace, l'équipe nationale lituanienne est classée 25e au classement IIFH et évolue en deuxième division mondiale. Elle a cependant un joueur de très haut niveau avec Dainius Zubrus qui évolue dans la LNH chez les Devils du New Jersey.
Il y a près de 1 500 licenciés en hockey sur glace.

### Athlétisme
En athlétisme, la Lituanie est présente essentiellement à travers le lancer du disque, discipline très populaire. La Lituanie connut de grands lanceurs, comme Romas Ubartas (champion olympique en 1992 à Barcelone) et surtout Virgilijus Alekna qui est sûrement le meilleur lanceur de disque de la dernière décennie avec à son palmarès deux titres de champion olympique en 2000 et 2004 et 2 titres de champions du monde en 2003 et 2005. Cependant Virgilijus Alekna qui a dominé sa discipline de main de fer entre 2000 et 2006 est depuis deux ans un peu plus en retrait, notamment par rapport à l’Estonien Gerd Kanter, malgré une médaille de bronze aux JO de Pékin.

### Tennis
Si le tennis lituanien est absent du haut-niveau mondial, la donne pourrait peut-être changer dans les années à venir avec Ričardas Berankis qui termina l'année 2007 à la place de numéro 1 mondial junior.

### Natation
Enfin, la Lituanie est aussi présente dans les compétitions de natation par l'intermédiaire de la nageuse Rūta Meilutytė, qui remporta l'or olympique à Londres en 2012 et qui améliora les records d'Europe des 100 m brasse en grand et en petit bassin ainsi que celui du 50 m brasse en petit bassin en 2012 alors qu'elle n'avait que 15 ans. Elle est toujours détentrice de ces trois records en mai 2013.

### Autres sports
La Course d'orientation est un sport populaire combinant le cross-country avec des compétences terrestres de navigation dans les bois. Une variations du sport populaire en Lituanie comprend une course d'orientation à ski et à vélo. L'Orientation en Lituanie est organisé par le Lietuvos Sporto Orientavimosi Federacija.
L'Ultimate a également gagner en popularité en Lituanie. La fédération sportive lituanienne de frisbee  (Lietuvos Skraidančio Disko Federacija.) a été créé en 2004 à Vilnius. Actuellement en Lituanie il y a plus de 13 équipes de Ultimate (clubs) de différentes villes. L'équipe nationale lituanienne d'Ultimate est classée à la 20e place.  Bien que l'ultimate est encore jeune en Lituanie, il y a très bonne équipes comme "Vorai", "Taskas", "Zepps".

## Galerie de sportifs lituaniens

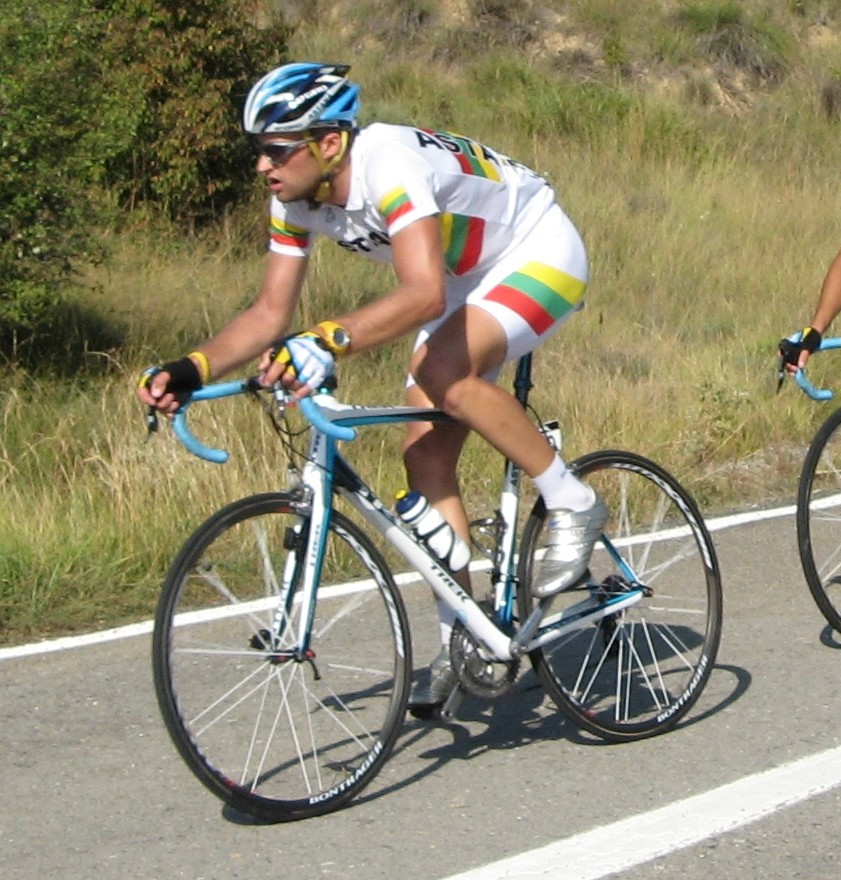
Tomas Vaitkus lors du Tour d'Espagne 2008.
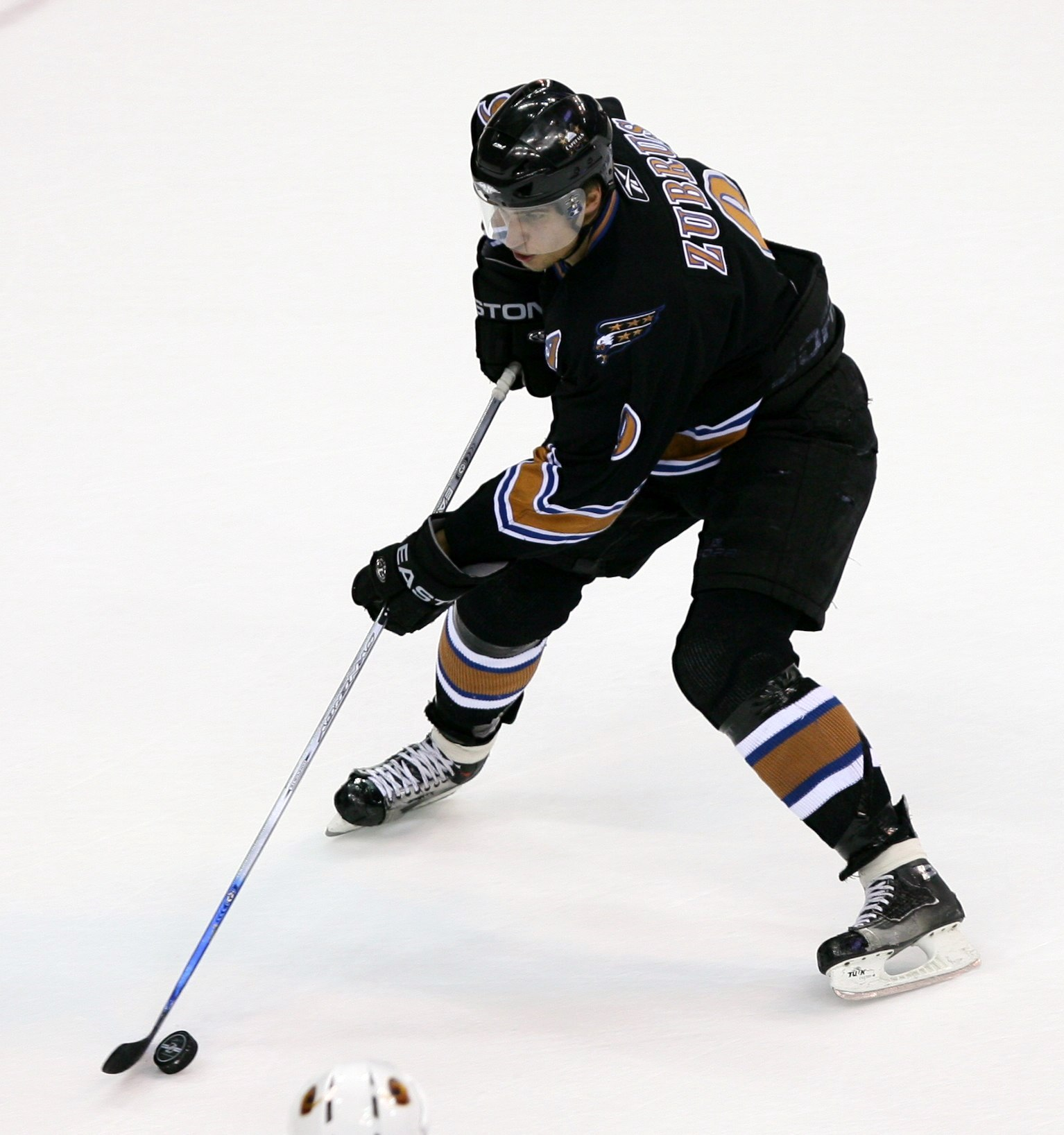
Dainius Zubrus.
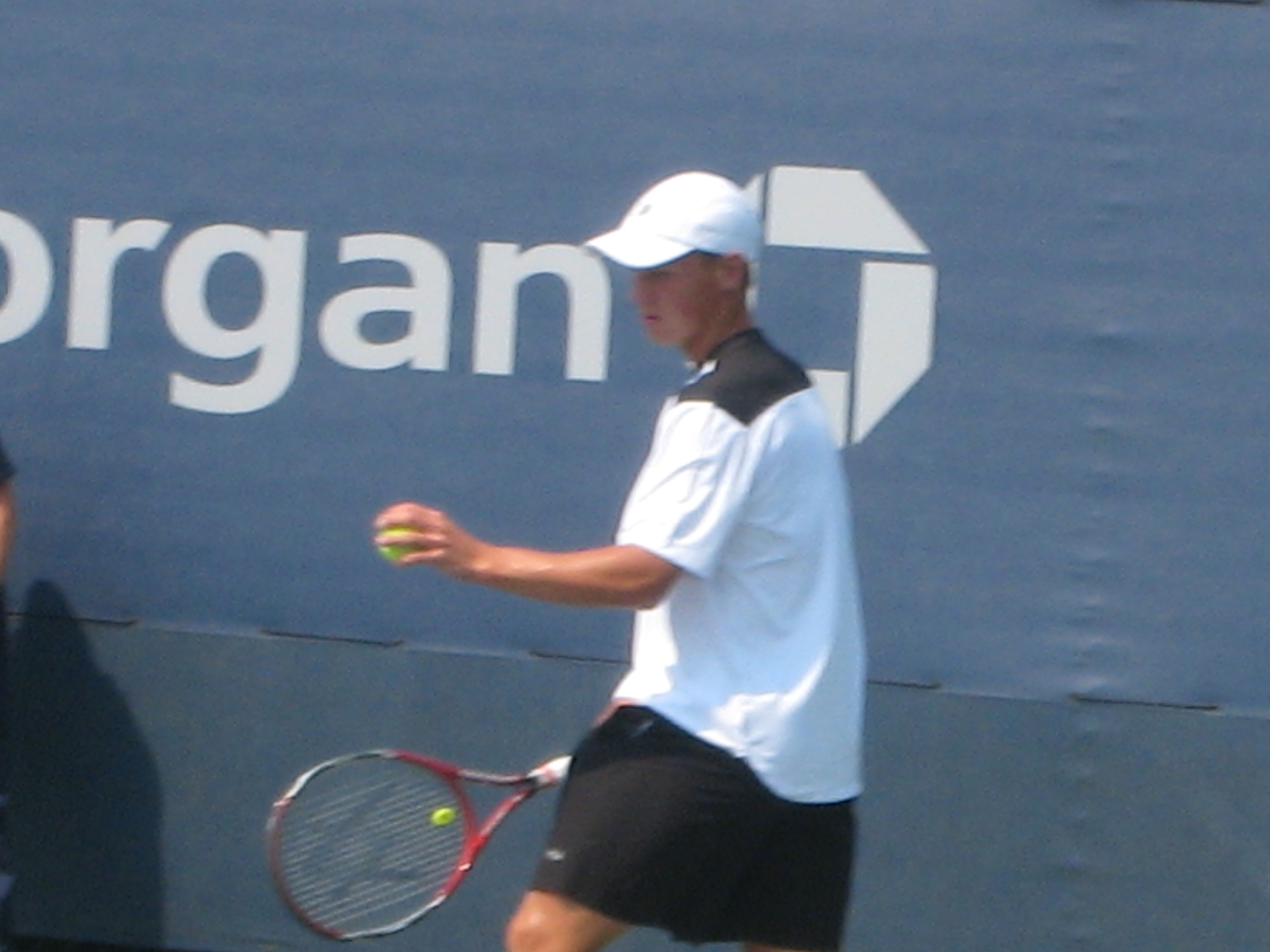
Ričardas Berankis.